# (2576) Yesenin
(2576) Yesenin (1974 QL; 1957 LC; 1957 MJ; 1966 BQ; 1969 RC2) ist ein ungefähr 28 Kilometer großer Asteroid des äußeren Hauptgürtels, der am 17. August 1974 von der ukrainischen (damals: Sowjetunion) Astronomin Ljudmyla Schurawlowa am Krim-Observatorium (Zweigstelle Nautschnyj) auf der Halbinsel Krim (IAU-Code 095) entdeckt wurde.

## Benennung
(2576) Yesenin wurde nach dem sowjetisch-russischen Lyriker Sergei Alexandrowitsch Jessenin (1895–1925) benannt.